# Synactinernus flavus
Synactinernus flavus Carlgren, 1918 è una specie di esacoralli actiniari della famiglia Actinernidae..

## Descrizione
Come le altre Actinernoidea,  possiedono un disco pedale ben sviluppato, anche se privo di muscoli basilari.
Il corpo è cilindrico, di colore pallido-arancio e dalla superficie liscia, con piccole rughe trasversali a onda; misura ca. 5–8 cm di lungo e ca. 2–4 cm di largo.  La bocca è contornata da circa 120/200 tentacoli marginali lunghi da 2 a 5 cm e da due sifonoglifi – aperture laterali che generano una corrente d'acqua con il celenteron anche quando la bocca rimane chiusa. Il disco orale stesso presenta otto lobi,  quattro grandi e quattro più piccoli.
I mesenteri sono disposti in 18 paia, sono ben formati e di forma regolare. La loro disposizione, con i mesenteri secondari che nascono all'interno dello spazio fra due mesenteri primari, è considerata peculiare rispetto alle altre anemoni e condivisa con la Halcuriidae. I 36 mesenteri sono suddivisi in 12 per il primo ciclo, 8 per il secondo e 16 per il terzo e solamente quelli del primo e secondo ciclo sono fertili.

## Distribuzione e habitat
S. flavus è endemico del mar del Giappone e lo si trova fra il mar della Cina occidentale e le acque dell'oceano Pacifico, fino all'arcipelago delle isole Yaeyama. Vive sui 300 m di profondità.

## Ecologia
Gli adulti sono bentonici, fissati al substrato. L'individuo si sviluppa da una larva ed una planula che sono soggetti alle correnti marine, così come tutto lo zooplancton.
S. flavus si riproduce anche per fissione trasversale: entrambe le parti diventano poi individui adulti completi e indipendenti.

## Tassonomia
Incontrato per la prima volta da Carlgren nelle acque giapponesi nel 1918, Synactinernus era già un genere con una singola specie: Synactinernus flavus. Fino al 2013, non erano stati trovati altri esemplari. Fu allora che Fautin e den Hartog considerarono la specie come un sinonimo giovanile di Isactinernus quadrilobatus Carlgren, 1918.
Negli anni seguenti, le analisi effettuate su nuovi esemplari pescati attorno alle isole Gotō e nella prefettura di Nagasaki mostrarono diverse differenze con le I. quadrilobatus, fra le quali un diverso numero di mesenteri (sono100 nelle I. quadrilobatus). L'analisi filogenetica molecolare ha mostrato che la specie S. flavus  è tanto diversa dal genere Isactinernus così come da tutti gli altri generi di Actinernidae.  A questi risultati, è seguita la scoperta di una nuova specie di Synactinernus, la  S. churaumi,  lungo le coste di Okinawa e all'isola di Ishigaki.